# Venus (filme)
Venus (Vênus no Brasil e em Portugal) é um filme britânico, do gênero comédia dramática, produzido em 2006, dirigido por Roger Michell e escrito por Hanif Kureishi; estrelando Peter O'Toole, Leslie Phillips, Jodie Whittaker, Richard Griffiths e Vanessa Redgrave.
O filme estreou no Festival de Cinema de Telluride e foi colocado em lançamento limitado nos Estados Unidos em 21 de dezembro de 2006.

## Sinopse
Maurice(O'Toole) é um ator senil, que continua a trabalhar, fazendo pequenos papéis em filmes e peças de teatro. Seu amigo - e também ator - Ian(Phillips), já aposentado, recebe a sobrinha neta Jessie(Whittaker); que inesperadamente acaba vindo morar com ele. Enquanto Ian logo se cansa da rebeldia da garota, Maurice simpatiza com ela e ambos começam uma amizade. O velho ator procura exibir um pouco de suas paixões na arte à jovem, que passa a apreciar os passeios. Maurice logo desenvolve uma paixão por Jessie; entretanto há diversos complicadores, dada a grande diferença de idade e a saúde deteriorada dele próprio, que sofre de câncer.

## Elenco
| ATOR / ATRIZ      | PERSONAGEM |
| ----------------- | ---------- |
| Peter O'Toole     | Maurice    |
| Leslie Phillips   | Ian        |
| Jodie Whittaker   | Jessie     |
| Vanessa Redgrave  | Valerie    |
| Richard Griffiths | Donald     |
| Cathryn Bradshaw  | Jillian    |

## Prêmios e recepção
O filme estreou com críticas positivas dos críticos. Foi nomeado para cinco British Independent Film Awards e recebeu nomeações para O'Toole como Melhor Ator no Oscar, BAFTA, Screen Actors Guild, Broadcast Film Critics Association e Globo de Ouro. Leslie Phillips também recebeu uma indicação ao BAFTA de Melhor Ator Coadjuvante.
Indicação ao Oscar de O'Toole marcou sua oitava e última indicação de Melhor Ator em um período de 45 anos. Em 25 de fevereiro de 2007, no Oscar 2007, ele foi vencido por Forest Whitaker (O Último Rei da Escócia), fazendo oito indicações de O'Toole sem vitória um recorde. Esta seria sua última indicação antes de sua morte em 2013.